# James Davies (Radsportler, 1934)
James William „Jimmy“ Davies (* 1934 in Vancouver; † Juni 2020) war ein kanadischer Radrennfahrer.

## Sportliche Laufbahn
Davies war Bahnradsportler und Straßenradsportler. Er war Teilnehmer der Olympischen Sommerspiele 1956 in Melbourne. Im 1000-Meter-Zeitfahren belegte er den 17. Platz.
Im olympischen Straßenrennen schied er beim Sieg von Ercole Baldini aus. Kanada kam mit Patrick Murphy, Fred Markus und James Davies nicht in die Mannschaftswertung im Straßenrennen.
1954 startete Davies bei den Commonwealth Games im 1000-Meter-Zeitfahren und im Sprint.

## Familiäres
Er war der Neffe von James Davies, der ebenfalls Radrennfahrer und Olympiateilnehmer war.